# نيدرنسيل
نيدرنسيل (بالألمانية: Niedernsill) هي بلدية في منطقة زيلامسي بولاية زالتسبورغ، النمسا.